# 海兵隊 (日本)
日本の海兵隊（かいへいたい）は、イギリスの海兵隊に倣って明治初期の日本海軍に短期間置かれていた、歩兵、砲兵及び楽隊・鼓隊から成る部隊である。儀礼に要する衛兵や野砲の運用を受持っていた。

## 概要
1870年10月26日（明治3年10月2日）の布告及び同年11月2日（10月9日）の「明治3年10月9日御沙汰書」（海陸兵制の義に付弁官へ申牒御達）により、創設期の日本海軍の制度はイギリス海軍が模範とされるようになったため、”英国マリーン”に倣って海兵隊も設けることとなった。
明治4年、海兵士官学校が設立され、水兵本部（すいへいほんぶ）が置かれた。
当時は今日の水兵に相当する艦艇乗組員は「水夫」と呼ばれており、1871年11月10日（明治4年9月28日）に水兵本部は海兵（かいへい）及び水火夫を艦船から下ろした者を管轄することになる。その後、1872年7月3日（明治5年5月28日）に水夫は水兵本部の管轄から外され、1872年11月15日（明治5年10月15日）の海軍条例（第1條第8）で水兵本部は海軍海兵隊及び砲兵隊を管轄するとされた。
海兵はこれを水兵本部に備え、あるいは提督府に派遣し、あるいは軍艦に乗載させた。
海兵の名称については、1871年12月20日（明治4年11月9日）に海兵及び水卒（すいそつ）を水勇（すいゆう）と改称し、1872年4月11日（明治5年3月4日）に水勇の名称を廃止して海兵と唱えさせた。
海兵部（かいへいぶ）は1873年（明治6年）8月に特に海軍武官官等表の中に設けており、他の乗艦武官を掲載する区域との違いを示すのみで別に庁衙を設けているのではない。
1874年（明治7年）の佐賀の乱や同年の征台の役、翌1875年（明治8年）の江華島事件に投入された。
1876年（明治9年）に海兵隊を解隊した 。

## 組織及び人員
海兵は、砲兵及び歩兵の両科に区分された。水兵本部がこれを統括し、各艦船の定員に応じて分乗した。艦船内ではこれを海兵部と称した。水兵本部には、本部、砲兵科、歩兵科が置かれたほか、楽隊・鼓隊も付属された。
曹長以下の者（下士・卒）は、元来は陸軍兵より海兵に転じたものであった（当時の階級については日本軍の階級参照）。明治4年10月、海兵士官学校が設けられ。教官にはイギリス海兵隊のブルンクリー大尉が就任し、第1回入校生徒としては酒井忠利（後の海軍少将）らがいた。
当初の構成は次の通りである。
- 水兵本部に、本部長心得は唯武連中佐、次官心得は大野義方少佐及び松岡方祇少佐。
  - 本部事務課に、主任本島芳武大尉以下9名、生徒掛4名、会計掛4名。
- 砲兵科に、砲兵科令長は大野義範少佐、同副長に肥田有年少佐。
  - 柴山矢八大尉以下、士官22名、曹長1名、軍曹12名、伍長20名、砲兵312人、会計掛1名、給養掛秀島成績中尉以下3名。
- 歩兵科に、歩兵科大隊長は徳田盛芳少佐、同副長は村岡道純大尉。
  - 牧兼甫大尉以下、士官37名、曹長2名、軍曹37名、伍長46名、歩兵714人、会計掛1名、給養掛2名。
- 楽隊に、隊長1名、楽長1名、楽師4名、楽手59人。
- 鼓隊に、鼓次長3名、鼓手70人。
- 海兵規則取調掛尾本知道大尉以下5名。通訳掛3名。隊付医官は島輝大軍医以下10名。

海兵隊が廃止された際には、士官は、海軍士官として勤続するか、退職帰郷するか、陸軍士官に転職するか、各自の希望に沿った処置がされ、陸軍への転職者がかなり多数であった。
海兵士官学校は海兵隊廃止と共に閉校されたので、在学していた本科生は、海軍兵学校生徒に編入されて、特別即成の教育を受けて、1876年（明治9年）12月に同校を卒業した。予科生徒も海軍兵学校に転学し、1881年（明治14年）9月10日に卒業した。海軍兵学校に転じた予科生徒には志摩清直もいた。海兵隊廃止後は、海軍陸戦隊が海兵隊に近い任務を担った。
在隊した著名人としては、田中穂積もいる。